# Europeisk gruppering för territoriellt samarbete
En europeisk gruppering för territoriellt samarbete (EGTS) är en juridisk person och kan beskrivas som en gruppering inom EU som ska främja samarbete över nationsgränserna.
En gruppering kan bildas av bland annat stater, kommuner, myndigheter eller annat organ som regleras av offentlig rätt. Minst två av medlemmarna måste finnas i olika EU-länder. I Sverige prövas frågor om svenskt deltagande i en gruppering av Sveriges regering.
En gruppering kan bildas för att till exempel genomföra ett gränsöverskridande samarbetsprojekt som är delvis EU-finansierat genom strukturfonderna, exempelvis Europeiska regionala utvecklingsfonden. De uppgifter och den behörighet som en gruppering har ska regleras i ett avtal.